# Пірцхалава Іраклій Леонідович
Іраклій Євгенович (Леонідович) Пірцхалава (груз. ირაკლი ფირცხალავა), (більше відомий як Іраклі) (нар. 13 вересня 1977, Москва) - російський співак і радіоведучий грузинського походження, колишній учасник Фабрики зірок.

## Біографія та кар'єра
Народився 13 вересня 1977 року в Москві. 
У дитинстві поміняв 5 шкіл. Навчався в спортивній школі-інтернаті з французьким ухилом. Незважаючи на бажання бути футболістом, Іраклію довелося відмовитися від цієї професії і за наполяганням матері поступити в музичну школу по класу скрипки. Однак, в 13 років мрія Пірцхалави взяла верх і 2 роки життя він присвятив грі у футбольній команді «Локомотив».
З 13 років танцював у колективі Богдана Титомира. У 16 років записав першу пісню на професійній студії. Перша група, в якій став грати Іраклій, називалася «FT», потім пішла група під назвою «K & K». А вже трохи пізніше з'явилася «White hot ice» [2]. В кінці 1990-х - початку 2000-х був солістом групи «Тет-а-тет».
Потім вів авторську програму «Клубні перці» на радіостанції Хіт-FM, був артдиректором клубу «Галерея». У 2003 році брав участь у музичному телевізійному проекті Фабрика зірок. Після випуску з Фабрики зірок з'являється хіт «Вова-чума». За ним пішли не менш успішні «Лондон-Париж» і «Время». У кліпі на пісню «Время» знялася російська акторка Марія Горбань.
В кінці 2004 року Іраклій випустив свій дебютний альбом під назвою «Лондон-Париж». У середині 2005 року виходить його новий хіт «Капли абсента». До початку 2009 року у артиста накопичилося вже так багато музичного матеріалу, що його половина залишилася за межами трек-листа другого альбому «Сделай шаг».
У 2004 році Іраклій отримав премію «Золотий грамофон» за пісню «Лондон-Париж», а в 2005 році - за пісню «Капли абсента».
18 липня 2012 Іраклій відкрив ресторан VinoGrad.

## Родина
Мати - Нана Рожденівна, інженер.

## Особисте життя
Дружина - Софія Гребенщикова. 12 серпня 2010 у Іраклія народився син, якого подружжя назвало Іллею, а в жовтні 2012 року - другий син Олександр.

## Дискографія

### Альбоми
- 2004: Лондон-Париж
- 2006: Я с тобой
- 2009: Сделай шаг

### Сингли
| Рік  | Назва                                                    | Чарти                          | Чарти                              | Чарти                                      | Чарти                               | Чарти                      | Чарти                 | Чарти                         |
| Рік  | Назва                                                    | СНД (Tophit Загальний Топ-100) | Росія (Tophit Московський Топ-100) | Росія (Tophit Санкт-Петербурзький Топ-100) | Україна (Tophit Київський Топ-100)) | Audience Choice TopHit 100 | Латвійський радіочарт | СНД (Tophit Річний загальний) |
| ---- | -------------------------------------------------------- | ------------------------------ | ---------------------------------- | ------------------------------------------ | ----------------------------------- | -------------------------- | --------------------- | ----------------------------- |
| 2004 | «Закрой глаза рукой»                                     | 13                             | -                                  | -                                          | -                                   | -                          | -                     | -                             |
| 2004 | «Лондон-Париж»                                           | 10                             | -                                  | -                                          | -                                   | -                          | -                     | 38                            |
| 2004 | «Время»                                                  | 1                              | 46                                 | -                                          | -                                   | -                          | -                     | 2                             |
| 2005 | «Капля абсента»                                          | 1                              | 1                                  | -                                          | -                                   | 65                         | -                     | 3                             |
| 2006 | «Я с тобой»                                              | 1                              | 2                                  | -                                          | -                                   | 3                          | -                     | 9                             |
| 2006 | «Ну и что»                                               | 38                             | -                                  | -                                          | -                                   | 7                          | -                     | 133                           |
| 2007 | «Еду в лето»                                             | 36                             | -                                  | -                                          | -                                   | 27                         | -                     | -                             |
| 2007 | «Сны»                                                    | 5                              | 15                                 | -                                          | -                                   | 12                         | -                     | 77                            |
| 2008 | «Так не бывает»                                          | 5                              | 24                                 | 9                                          | 8                                   | 1                          | -                     | 32                            |
| 2008 | «Ты не со мной» (DJ Грув feat. Иракли & Батишта & DMC B) | 21                             | 66                                 | 27                                         | 33                                  | 12                         | -                     | 200                           |
| 2008 | «Сделай шаг»(feat. Dino MC47)                            | 5                              | 10                                 | 9                                          | -                                   | 4                          | -                     | 21                            |
| 2009 | «Непрощенные»                                            | 124                            | -                                  | -                                          | -                                   | 37                         | -                     | -                             |
| 2010 | «Твои глаза»                                             | 103                            | -                                  | -                                          | -                                   | 34                         | -                     | -                             |
| 2010 | «Вокруг земли»                                           | 5                              | 18                                 | 23                                         | 17                                  | 6                          | 8                     | 150                           |
| 2011 | «Напополам»                                              | 93                             | -                                  | -                                          | -                                   | 17                         | 42                    | -                             |
| 2011 | «Белый пляж» (feat. Бьянка)                              | 24                             | 24                                 | 23                                         | -                                   | 7                          | -                     | 184                           |
| 2011 | «Ты одна»                                                | 16                             | 17                                 | 18                                         | 19                                  | 17                         | -                     | 155                           |
| 2012 | «Не любовь» (feat. Даша Суворова)                        | 15                             | 27                                 | 68                                         | 11                                  | 16                         | -                     | 77                            |
| 2012 | «Я тебя люблю» (Give It All To U)                        | 31                             | 67                                 | 38                                         | 21                                  | 5                          | 5                     | 129                           |
| 2012 | «Осень»                                                  | 12                             | 27                                 | 29                                         | 8                                   | 3                          | -                     | 140                           |
| 2012 | «Все будек ok»                                           | 40                             | 42                                 | 49                                         | 37                                  | 9                          | -                     | -                             |

## Нагороди
- 2004 - 05 - IX-X, XVII Золотий Грамофон за хіти «Лондон-Париж», «Краплі абсенту» і «нелюбов » (дует з Д. Суворовою).

## Відеокліпи
- Лондон-Париж

1. Вова-чума (2003)
2. Шейк (feat. Алексей Семёнов) (2003)
3. Лондон-Париж (2004)
4. Время (2004)

- Я с тобой

1. Капля абсента (2005)
2. Я с тобой (2006)

- Сделай шаг

1. Сны (2007)
2. Так не бывает (2008)
3. Ты не со мной (feat. DJ Грув & Батишта, Гарик DMCB) (2008)
4. Сделай шаг (feat. Dino MC47) (2009)

- Другие

1. Схва Сакартвело сад арис (სხვა საქართველო სად არის, "Где другая Грузия?" на грузинском языке) (2007)
2. Вокруг земли (feat. Лера Кондра) (2010)
3. Напополам (2011)
4. Белый пляж (feat. Б'янка) (2011)
5. Ты одна (2011)
6. Нелюбовь (feat. Даша Суворова) (2012)
7. Я тебя люблю (2012)
8. Осень (2012)
9. Всё будет ОК! (2013)